# Il prezzo (programma televisivo)
Il prezzo è stato un programma televisivo italiano di inchiesta, in onda in seconda serata su Rai 3 dal 28 settembre al 12 ottobre 2018 con la conduzione di Francesca Fagnani e la regia di Gabriele Gravagna. Si tratta di un'inchiesta sociale su un'umanità ai margini.

## Programma
Il programma è un viaggio in tre puntate nelle organizzazioni criminali di stampo mafioso, attraverso gli occhi e le testimonianze di donne e ragazzi che fanno o ne hanno fatto parte. È andato in onda su Rai 3, per tre venerdì dalle 23:05, per 45 minuti in cui la giornalista Francesca Fagnani incontrava i protagonisti di questo racconto.

### Puntate
| Messa in onda     | Tema                           |
| ----------------- | ------------------------------ |
| 28 settembre 2018 | Le donne della mafia           |
| 5 ottobre 2018    | I giovanissimi delle "paranze" |
| 12 ottobre 2018   | Il carcere minorile            |